# راؤول خوسيه ميخيا غونزاليس
راؤول خوسيه ميخيا غونزاليس (بالإسبانية: Raúl José Mejía González)‏ هو اقتصادي وسياسي مكسيكي، ولد في 4 أبريل 1954 في تبيك في المكسيك. حزبياً، نشط في الحزب الثوري المؤسساتي. وقد انتخب عضو مجلس الشيوخ من المكسيك وانتخب عضو مجلس النواب المكسيك.